# Parasola
Parasola es un género de hongos en la familia Psathyrellaceae.

## Especies
Esta lista esta incompleta.
- Parasola auricoma (Pat.) Redhead, Vilgalys & Hopple 2001
- Parasola besseyi (A.H. Sm.) Redhead, Vilgalys & Hopple 2001
- Parasola brunneola (McKnight) Redhead, Vilgalys & Hopple 2001
- Parasola conopilus (Fr.) Örstadius & E. Larss. 2008
- Parasola galericuliformis (Losa ex Watling) Redhead, Vilgalys & Hopple 2001
- Parasola hemerobia (Fr.) Redhead, Vilgalys & Hopple 2001
- Parasola hercules (Uljé & Bas) Redhead, Vilgalys & Hopple 2001
- Parasola kuehneri (Uljé & Bas) Redhead, Vilgalys & Hopple 2001
- Parasola lactea (A.H. Sm.) Redhead, Vilgalys & Hopple 2001
- Parasola leiocephala (P.D. Orton) Redhead, Vilgalys & Hopple (2001)
- Parasola lilatincta (Bender & Uljé) Redhead, Vilgalys & Hopple 2001
- Parasola megasperma (P.D. Orton) Redhead, Vilgalys & Hopple 2001
- Parasola mirabilis (Mont.) Redhead, Vilgalys & Hopple 2001
- Parasola misera (P. Karst.) Redhead, Vilgalys & Hopple 2001
- Parasola nudiceps (P.D. Orton) Redhead, Vilgalys & Hopple 2001
- Parasola pachytera (Berk. & Broome) Redhead, Vilgalys & Hopple 2001
- Parasola plicatilis (Curtis) Redhead, Vilgalys & Hopple 2001
- Parasola schroeteri (P. Karst.) Redhead, Vilgalys & Hopple 2001
- Parasola setulosa (Berk. & Broome) Redhead, Vilgalys & Hopple 2001
- Parasola subprona (Cleland) J.A. Simpson & Grgur. 2001
- Parasola virgulacolens (Cleland) J.A. Simpson & Grgur. 2001